# Villefort (Aude)
Villefort, auf Okzitanisch und Katalanisch Vilafòrt, ist und eine französische Gemeinde mit 86 Einwohnern (Stand: 1. Januar 2022) im Département Aude in der Region Okzitanien. Sie gehört zum Kanton La Haute-Vallée de l’Aude und zum Arrondissement Limoux.

## Lage
Nachbargemeinden sind Chalabre im Nordwesten, Montjardin im Norden, Festes-et-Saint-André im Osten, Puivert im Süden und Rivel im Westen. Der Hauptort ist ein auf 420 Metern über Meereshöhe gelegenes Dorf.

## Bevölkerungsentwicklung
| Jahr      | 1962 | 1968 | 1975 | 1982 | 1990 | 1999 | 2008 | 2015 |
| --------- | ---- | ---- | ---- | ---- | ---- | ---- | ---- | ---- |
| Einwohner | 95   | 90   | 70   | 87   | 80   | 87   | 103  | 92   |